# 小行星8618
小行星8618（英語：8618）是一颗围绕太阳公转的小行星。1981年2月28日，舒爾特·巴斯在赛丁泉山发现了此天体。
这颗小行星的绝对星等为157.30784等。